# Oscar Giannino
Oscar Fulvio Giannino (Torino, 1º settembre 1961) è un giornalista e politico italiano.
Come giornalista si occupa principalmente di politica ed economia.
Dopo aver militato per diversi anni nel Partito Repubblicano Italiano, diventa leader di Fare per Fermare il Declino (FFD), una lista elettorale espressione del movimento d'opinione Fermare il Declino, da lui fondato assieme a economisti e intellettuali nell'estate del 2012. Si candida alle elezioni politiche del 2013 per poi dimettersi dalla presidenza del movimento il 20 febbraio 2013 a causa della controversia sui suoi millantati titoli di studio in Italia e negli USA.

## Biografia

### Attività politica

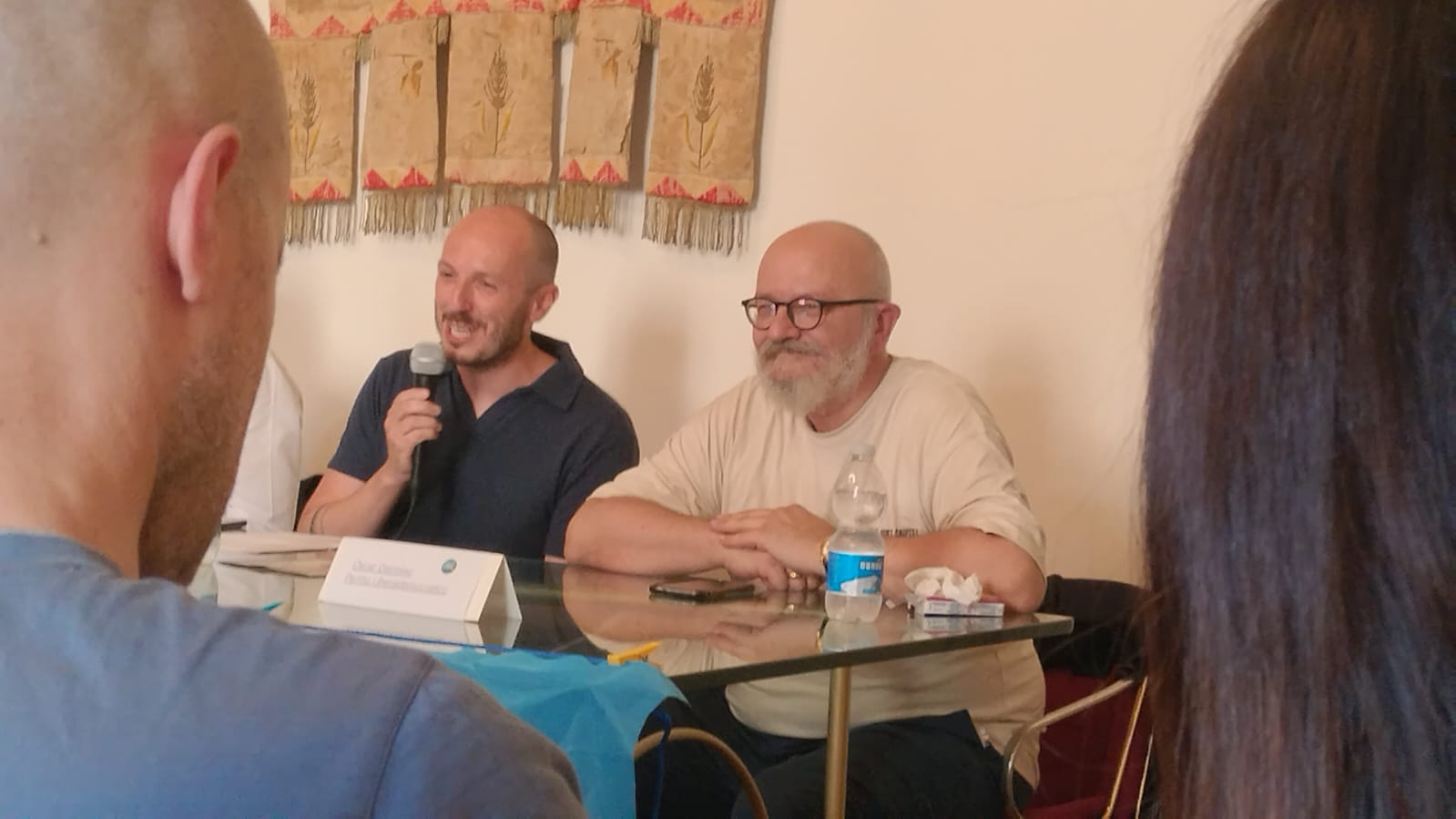
Oscar Giannino in una iniziativa del Partito Liberaldemocratico nel 2025.

Intraprende l'attività politica nel Partito Repubblicano Italiano (PRI), nel quale diventa segretario nazionale della Federazione Giovanile Repubblicana (1984-1987) e, in seguito, membro della direzione nazionale (1987-1994) e portavoce del partito durante la segreteria di Giorgio La Malfa.
Inizia la carriera giornalistica presso il quotidiano del partito, La Voce Repubblicana nel 1988, diventando successivamente capo ufficio stampa del PRI. Abbandona il partito nel 1995 per aderire ad Alleanza Democratica. Nel 2006 firma il manifesto del movimento Riformatori Liberali. Dopo aver ripreso nel 2007 la tessera del PRI, diviene membro del Consiglio nazionale del partito e, dal 2011, anche della Direzione nazionale. Lascia di nuovo il partito nel 2013.
Nel 2011 è presidente di uno dei comitati per il no ai due referendum sui servizi pubblici e sulla tariffa del servizio idrico del 12 e 13 giugno 2011. Il 13 luglio 2012, durante la sua trasmissione Nove in Punto, su Radio 24, ha lasciato intendere un suo impegno in politica in occasione delle elezioni politiche del 2013, all'interno di una formazione di ispirazione liberale.
Nel luglio 2012 ha promosso, assieme a Michele Boldrin e a circa 240 altri firmatari, cittadini italiani, accademici, manager, professionisti, imprenditori, esponenti della società civile e di associazioni culturali ed economiche, il movimento non ancora politico "Fermare il Declino" attraverso un manifesto a pagamento uscito su più quotidiani italiani quali il Fatto Quotidiano, il Foglio, Il Sole 24 Ore, Il Messaggero, Il Mattino, Il Gazzettino, volto a raccogliere consensi di associazioni, movimenti e cittadini su dieci punti programmatici comuni ispirati al rinnovamento della classe politica e al risanamento economico attraverso la riduzione simultanea di tasse e spesa pubblica.
Il 19 dicembre 2012 Giannino annuncia su YouTube attraverso un video messaggio che il movimento "Fermare il Declino" diventa un partito politico denominato "Fare per". Nel video appare anche il simbolo del nuovo partito che si presenterà alle regionali e alle politiche del 2013: un cerchio rosso all'interno del quale campeggia una freccia bianca che porta alla scritta "Fare"; sotto, scritto con caratteri più piccoli, la dizione "per Fermare il Declino". Il 2 gennaio 2013 annuncia la candidatura a Presidente del Consiglio dei Ministri a capo della lista Fare per Fermare il Declino.
Il 18 febbraio 2013, a pochi giorni dalle elezioni, l'economista Luigi Zingales, fondatore con Giannino di Fare, lascia il partito affermando che il giornalista avrebbe mentito sulle proprie credenziali accademiche. In particolare su un master che, secondo alcuni curricula e secondo sue dirette affermazioni il giornalista avrebbe ottenuto alla Booth School of Business dell'Università di Chicago (presso la quale insegna lo stesso Zingales), ma che non risulta effettivamente mai conseguito. In esito alla polemica che ne è scaturita, Giannino ha ammesso di non detenere né il master né le due lauree spiegando la vicenda come un equivoco. Il 20 febbraio 2013 annuncia le sue dimissioni da presidente di Fare a favore di Silvia Enrico.
Il 15 settembre 2013 ha partecipato al laboratorio Officina per l'Italia, movimento di destra, insieme a Gianni Alemanno, Magdi Cristiano Allam, Giorgia Meloni e molti altri. A novembre aderisce al nuovo partito Alleanza Liberaldemocratica per l'Italia (ALI).
Il 14 gennaio del 2023 a Milano si tiene l’assemblea costituente del partito dei Liberali Democratici Europei con “l’obiettivo di contribuire alla creazione di un partito unitario liberaldemocratico nel solco di Renew Europe, il gruppo che comprende i liberali e i democratici al Parlamento Europeo. Un obiettivo condiviso con i partiti Azione e Italia Viva, assieme ai quali serve avviare un percorso fondativo". Tra i fondatori ci sono Oscar Giannino, Alessandro De Nicola, Giuseppe Benedetto e Sandro Gozi. Il nuovo partito alle regionali in Friuli di aprile sostiene Alessandro Maran insieme ad Azione, Italia Viva e +Europa ma l’ex deputato non viene eletto in consiglio regionale.
L'8 marzo 2025 Orizzonti Liberali di Luigi Marattin, NOS, Liberali Democratici Europei e Liberal Forum confluiscono nel Partito Liberaldemocratico.

#### Prese di posizione
Nel 2013 Oscar Giannino si è dichiarato contrario alle adozioni gay: «Io sono e resto per la famiglia naturale e quando mi chiedono di adozioni o concepimenti in legami omosessuali dico no, perché nel nostro codice mancano tutele per i soggetti deboli, in questo caso, i bambini». Nella stessa occasione, ha tuttavia dichiarato di essere a favore del riconoscimento delle unioni civili.

### Attività giornalistica

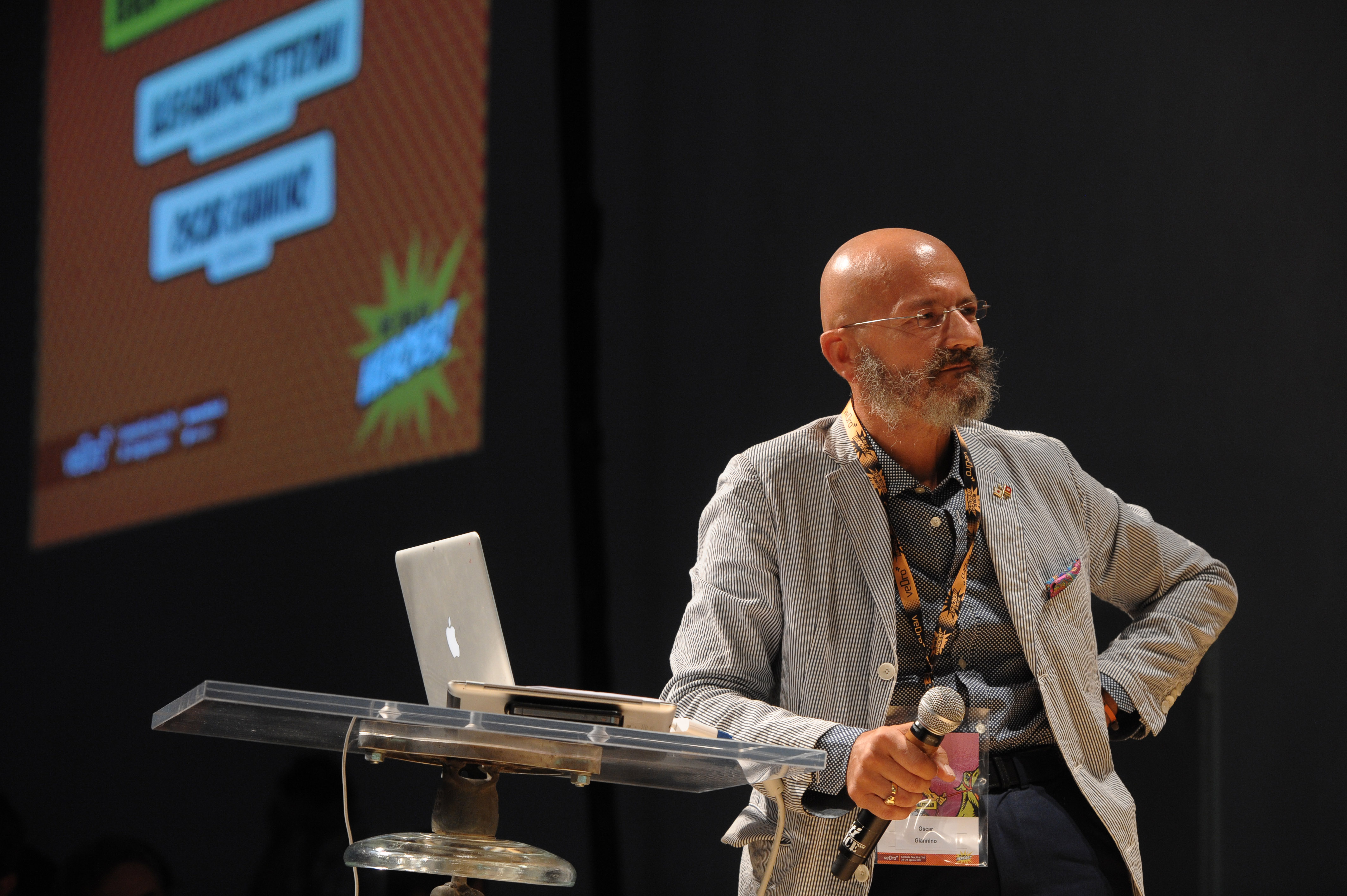
Oscar Giannino alla manifestazione veDrò

Iscritto all'ordine dei giornalisti dal 15 aprile 1992, lavora al mensile Liberal (organo dell'omonima fondazione creata da Ferdinando Adornato), e tre anni più tardi è vicedirettore della testata, che nel frattempo è diventata settimanale.
Dal 1999 al 2004 è responsabile della pagina economica del Foglio. Lascia il quotidiano e si trasferisce a Il Riformista come vice del direttore Antonio Polito.
Nel 2005 diventa vicedirettore di Finanza & Mercati e conduce il programma televisivo di approfondimento Batti e ribatti su Rai 1. Comincia anche una collaborazione con il quotidiano Libero, diretto da Vittorio Feltri, e il 3 maggio 2007 diventa direttore del suo allegato economico-finanziario LiberoMercato, che lascia nel febbraio 2009, soggetto a licenziamento disciplinare a causa di divergenze con l'editore.
Nell'aprile 2009 apre il blog Chicago-blog.it in collaborazione con l'Istituto Bruno Leoni, nel quale insieme ad altri collaboratori e giornalisti esamina le principali questioni politico-economiche dell'attualità; inoltre da fine giugno 2009 conduce una trasmissione su Radio 24 (emittente radiofonica de Il Sole 24 Ore) dal titolo Nove in punto, la versione di Oscar. A seguito della sua attività politica a fine 2012, per motivi di opportunità e par condicio, la direzione di Radio24 affida la trasmissione "Nove in punto" a Simone Spetia, pur ribadendo che le porte rimangono aperte per Oscar Giannino qualora decidesse di tornare alla fine del periodo di campagna elettorale.
Il giorno successivo il devastante terremoto di Sendai del 2011, Oscar Giannino scrive su Il Messaggero un editoriale dal titolo "Test superato: nucleare sicuro, è la prova del nove" dedicato alla presunta tenuta complessiva degli impianti nucleari giapponesi e sostenendo una posizione ottimistica rispetto alle iniziali difficoltà che in seguito avrebbero portato ai problemi nella centrale di Fukushima, l'articolo è stato oggetto di polemiche sulla stampa, in particolare dal geologo Mario Tozzi e dal giornalista Marco Travaglio su Il Fatto Quotidiano. Giannino ha successivamente continuato a sostenere pubblicamente le sue tesi, argomentando anche nella sua trasmissione su Radio 24, che se il maremoto ha mietuto circa 30.000 vittime, il conseguente incidente nucleare, non ha per ora causato morti.
Nel marzo 2012 è relatore al congresso nazionale del Grande Oriente d'Italia a Rimini.
È membro del comitato scientifico della Fondazione Italia USA, Senior Fellow dell'Istituto Bruno Leoni e ha collaborato come editorialista con Panorama, Il Messaggero, Il Mattino, Il Gazzettino, Rivista Italiana Difesa, oltre ad essere stato condirettore del mensile Capo Horn.
Nel periodo successivo alla candidatura alle elezioni politiche del 2013, è ritornato a lavorare come giornalista a Radio 24, conducendo tre trasmissioni nelle quali si occupa di attualità economica, politica e finanziaria :
- 24 Mattino-Morgana e Merlino dal lunedì al venerdì alle 8:15 con Maria Latella;
- La Versione di Oscar alle 16:00 dal lunedì al venerdì;
- I conti della belva ogni sabato mattina dalle 8:00 alle 10:00, con Carlo Alberto Carnevale Maffé, Renato Cifarelli e Mario Seminerio.

Nel luglio del 2019, Giannino è stato licenziato, con molte polemiche da parte dei suoi ascoltatori e di tanti giornalisti, dall'emittente radiofonica del Gruppo 24 Ore. Un articolo pubblicato su Il Foglio ha ipotizzato che alla base del licenziamento di Giannino potesse esserci la sua nota avversione per il governo Conte I e le misure da esso adottate in campo economico.
Da settembre del 2019, Giannino collabora con Radio Capital, curando e conducendo, assieme al direttore dell'emittente Massimo Giannini, la seconda parte della trasmissione di attualità mattutina Circo Massimo e, sempre sull'emittente di Elemedia, il sabato mattina conduce Le Belve, programma che segue la stessa dinamica de I conti della belva ancora con Carlo Alberto Carnevale Maffé, Renato Cifarelli e Mario Seminerio.
Nel giugno del 2020 la collaborazione con Radio Capital non viene rinnovata, ponendo fine alla sua partecipazione al programma Circo Massimo e alla fine delle trasmissioni de Le Belve.
Il 5 luglio 2020 inizia a collaborare con la Repubblica, scrivendo sull'inserto economico Affari & Finanza.
Dal gennaio 2021 conduce il Don Chisciotte Podcast, un podcast settimanale di attualità economica, in collaborazione con Carlo Alberto Carnevale Maffé e Renato Cifarelli.
Dall'agosto 2022 è editorialista de Il Foglio.

#### Caso giudiziario RAI
Il 7 febbraio 2008, vennero pubblicati su Libero Mercato, da pagina 11 a pagina 13, due articoli intitolati: "La RAI si lottizza da sola" ed "Ecco il Cencelli di viale Mazzini" (entrambi sotto il titolo principale "i colori della Rai"), scritti dai giornalisti Oscar Giannino ed Enrico Paoli. Negli articoli veniva descritto un organigramma (pubblicato integralmente insieme ai due articoli), secondo i giornalisti il documento (intitolato Rai assetto organizzativo situazione al 20 gennaio 2008) era riservato e interno alla Rai, al suo interno venivano elencati i nomi di oltre suoi 900 futuri dipendenti. Ad ogni nome era attribuito un colore: rosso, blu o verde; i primi due indicavano chi apparteneva ad uno schieramento politico (rispettivamente centrosinistra e centrodestra) mentre il terzo chi non era politicizzato (i tecnici). Veniva evidenziato come «non più di uno su 30» non era politicizzato (aveva il colore verde) e come la maggioranza delle nomine fosse di centrosinistra (col colore rosso).
Nel luglio 2010, il giudice per l'udienza preliminare Enrico Manzi dispose il rinvio a giudizio con l'accusa di concorso in diffamazione aggravata, accogliendo la costituzione della Rai come parte civile. Secondo quanto scritto da Omnimilano (via Dagospia), nel capo di imputazione si legge che gli imputati (i giornalisti Oscar Giannino, Enrico Paoli e Alessandro Sallusti, rispettivamente: l'allora direttore di Libero Mercato, l'allora redattore di Libero Mercato e l'allora direttore di Libero) avrebbero offeso la reputazione di Claudio Petruccioli (in qualità dell'allora presidente della Rai), Claudio Cappon (allora direttore generale Rai), Stanislao Argenti (allora presidente dell'Associazione Dirigenti della Rai AdRai) e Piero Allesandro Corsini (allora dirigente Rai).
Nel 2011 furono assolti dal giudice monocratico della settima sezione penale del Tribunale di Milano, Aurelio Barazetta, "perché il fatto non costituisce reato".
Il 6 febbraio 2015 la Corte d'appello di Milano, con i giudici Daniela Fontana, Paolo Carfì e Cornelia Martini, conferma l'assoluzione con le seguenti motivazioni: «Non era sicuramente un documento ufficiale Rai, e non è dunque il prodotto di una illecita schedatura domestica, tuttavia deve ritenersi atto informale interno, di provenienza verticistica, perché redatto da soggetto molto ben informato dell'effettivo organigramma, tanto da avervi inserito i nominativi dei dirigenti di prossima nomina. L'organigramma preconfezionato al vertice della Rai è stato verosimilmente compilato con i nominativi dei dirigenti in rosso, blu e verde da chi aveva interesse ad avere sottomano un promemoria della distribuzione degli incarichi» e che «È circostanza notoria [che in Rai] anche i soggetti più che meritevoli siano avvantaggiati dalle conoscenze in ambito politico, perché sovente per fare carriera le sole doti personali non bastano e la meritocrazia è concetto di eccezionale applicazione, riservato a quei rari casi che emergono dal coro per peculiari e incontestabili capacità». A ciò hanno anche aggiunto che «tuttavia è innegabile che sentirsi dare pubblicamente del "lottizzato" non sia fatto piacevole, e che di conseguenza la pubblicazione [di tale articolo] abbia determinato una lesione [che] però deve ritenersi scriminata dal diritto di cronaca».
Nel 2016, dopo un ricorso presentato da due dipendenti Rai, Alessandro C. e Silvana M. (quest'ultima entrata per concorso e in seguito nominata ai vertici dell'ufficio legale), tale sentenza venne annullata dalla quinta sezione della Corte di Cassazione, rinviando al giudice civile il caso. Nella sentenza 9503 depositata il 6 marzo 2016 viene detto infatti che «la colorazione politica [è] frutto di un vero e proprio salto logico», dato che il documento «non era ufficiale ma di provenienza sostanzialmente anonima non avendo gli imputati rilevato la fonte». Inoltre, «L'interesse pubblico alla notizia della predominanza tra i dirigenti Rai di appartenenti al centrosinistra sarebbe stato soddisfatto anche senza l'indicazione nominativa dei singoli dirigenti, essendo di utilità sociale la notizia rappresentata dalla lottizzazione della Rai, non già quella (come già detto non obiettivamente accertata) del colore politico dei singoli dirigenti, indicato, o chiaramente sottointeso, come motivo della loro nomina, soprattutto di quelli, certamente assunti per concorso, con ruoli di poca o nessuna rilevanza esterna». Inoltre hanno risposto al giudizio della Corte di Milano dicendo che è «non è condivisibile il rilievo della corte milanese inteso a sottovalutare la portata diffamatoria della notizia, facendo leva sull'argomento che la lottizzazione non escluderebbe necessariamente i meriti dei destinatari delle nomine, giacché la notizia pubblica implica, al contrario, proprio la malcelata insinuazione, di indubbio carattere offensivo – non scriminato dalla verità del fatto, essendo lo schema di anonima provenienza – che la nomina fosse frutto dell’appartenenza politica e che i soli ad essere professionalmente competenti fossero coloro i cui nominativi erano contrassegnati in verde, ad indicazione di neutralità, o comunque non manifestata adesione politica». In conclusione i giudici scrivono che «risulta erroneo l'assunto delle sentenze di merito secondo cui i giornalisti si sarebbero limitati ad attaccare il sistema della lottizzazione, non i lottizzati, apparendo indiscutibile che questi ultimi, marchiati nominativamente come tali, abbiano visto lesa la propria dignità professionale, essendo stata attribuita la loro carriera aziendale alla mera appartenenza ad un partito politico» e «sempre per il mancato accertamento della provenienza dello schema, con relative coloriture, dalla Rai, che sia stata la Rai stessa ad affermare che l’appartenenza politica consente di fare carriera in quell’azienda, piuttosto che i giornalisti ad insinuare, come da capo d’accusa, tale convinzione nei lettori attraverso gli articoli a commento dello schema». A riesaminare la vicenda a fini risarcitori venne incaricata la Corte d'appello civile.
Il 4 marzo 2019, Oscar Giannino riceve la comunicazione della sentenza del giudice civile nella quale viene informato che deve un risarcimento di 144.342€, questo portò quindi al conseguente pignoramento del suo stipendio al Sole 24 Ore (essendo un collaboratore a contratto, non un dipendente subordinato, non ebbe diritto al limite massimo pari ad un quinto dello stipendio) e al congelamento di conti e carte.

### Vita privata
Nel 2003 è stato colpito da un tumore alla colonna vertebrale: in seguito a questa esperienza ha maturato la decisione di dedicarsi come volontario all'assistenza di malati terminali di cancro.
In un'intervista pubblicata sul quotidiano Il Foglio del 12 novembre 2009 ha affermato di aver partecipato allo Zecchino d'Oro con uno pseudonimo, circostanza poi smentita da Cino Tortorella, il quale ha affermato che non era possibile partecipare con un falso nome.
Nell'ottobre 2011, dopo il divorzio dalla prima moglie, ha sposato a Roma, con rito civile, Margherita Brindisi. La cerimonia è stata officiata dall'allora ministro per le politiche giovanili Giorgia Meloni. Il 5 gennaio 2015 alla coppia è nato il figlio Brenno Aiace e il 6 giugno 2016 la figlia Minerva Leda.

## Premi
- Premio Letterario città di Palmi, 2004.

## Libri
- La politica estera della DC, Ed. della Voce, 1982
- I repubblicani e l'altra Italia, Ed. Giustizia e Libertà, 1987
- L'Europa delle culture, Ed. Liberal Libri, della Fondazione Liberal, 1996
- La cultura della sicurezza in Italia a tre anni dall'11 settembre, nel volume Sicurezza: le nuove frontiere. Cultura, economia, politiche, tecnologie, Centro studi di geopolitica economica (a cura del), Milano, FrancoAngeli, 2005, ISBN 88-464-6269-6.
- Contro le tasse. Perché abbattere le imposte si può, si deve, e non è affatto di destra, Milano, Mondadori, 2007, ISBN 978-88-04-57008-0.
- Prefazione a:  Mario Baldassarri, Un anno di Governo Prodi: 5 bugie, 3 falsi, 5 tesoretti. Dagli Appennini alle Bande: cronaca, riflessioni e commenti di un senatore "sibillino", Milano, Editoriale Libero, 2007.
- Prefazione in Michela Ravalico, Il rebus Marchionne, Libero ed., 2008
- Prefazione in AA.VV., Scenari sulla crisi dell'euro, IBL Libri, (2012) ISBN 978-88-6440-097-6 (ePUB) - ISBN 978-88-6440-098-3 (Kindle)